# Jan Willem Janssens
Jan Willem Janssens (Nimega, 12 ottobre 1762 – L'Aia, 23 maggio 1838) è stato un militare e politico olandese che fu governatore generale di Colonia del Capo olandese e delle Indie orientali olandesi.

## Gioventù
Nato a Nimega, iniziò la carriera militare all'età di nove anni come cadetto dell'esercito olandese. Salì di grado e nel 1793, all'inizio delle guerre napoleoniche, era colonnello.

## Repubblica Batava
Gli olandesi che nel 1795 si arresero diedero vita al pacifico stato della repubblica Batava, uno Stato satellite dell'impero di Napoleone. Tra il 1795 ed il 1802 il colonnello Janssens fu soprattutto un amministratore del nuovo esercito batavo. Quando nel 1802 Colonia del Capo ritornò in possesso olandese dopo essere stata britannica, grazie al trattato di Amiens, Janssens ne fu nominato governatore generale. Vi giunse all'inizio del 1803, e tentò subito di rafforzare le difese, trovando però una grave carenza di risorse. Le truppe erano scarsamente addestrate, e la situazione politica era debole come non mai. In questo periodo fu promosso tenente generale.
L'inizio della guerra della terza coalizione segnò una nuova invasione britannica di Colonia del Capo. Janssens non si spaventò di dover sconfiggere i britannici del tenente generale Sir David Baird, per cui mobilitò i suoi uomini e si scontrò con gli inglesi l'8 gennaio 1806, nella battaglia di Blaauwberg, nei pressi di Città del Capo. I suoi uomini furono sconfitti, e Città del Capo si arrese definitivamente ai britannici il 18 gennaio. Secondo i termini della resa, Janssens fu portato in Olanda, e giunse a L'Aia l'8 giugno 1806.
Nel momento in cui Janssens si stava arrendendo ai britannici, la guerra in Europa era terminata con la pace di Presburgo. Al suo ritorno in Olanda, Napoleone aveva già posto il fratello Luigi Bonaparte sul trono del neonato Regno d'Olanda.

## Regno d'Olanda e impero francese
Al ritorno di Janssens, Louis Bonaparte lo nominò segretario generale del dipartimento di guerra. Ricoprì una serie di importanti cariche amministrative fino all'abdicazione di Luigi ed all'annessione dell'Olanda alla Francia nel 1810. L'11 novembre 1810 fu nominato governatore generale del territorio noto, prima dell'annessione, come Indie orientali olandesi, sostituendo Herman Willem Daendels. Giunse a Batavia, Giava, il 15 maggio 1811, dedicandosi subito al rafforzamento delle difese della colonia. Giava beneficiò di numerose truppe olandesi e francesi, paragonata a Colonia del Capo. La flotta d'invasione britannica giunse poco dopo, il 30 luglio, guidata da Sir Samuel Auchmuty.
Janssens organizzò una difesa centrata sulle fortificazioni esistenti, note come Meester Cornelis. I militari francesi sotto il suo comando era scarsamente addestrati, e non appena i britannici assediarono la fortezza lo stesso Janssens guidò una debole difesa e fu obbligato a ritirarsi a Bogor, in seguito residenza del governatore generale britannico Sir Stamford Raffles. Numerosi soldati francesi furono catturati durante la ritirata e nel successivo inseguimento, e lo stesso Janssens fu obbligato ad arrendersi il 18 settembre 1811. Fu imprigionato in Gran Bretagna fino al 12 novembre 1812, data in cui fu rimpatriato in Olanda.
Negli anni seguenti fu coinvolto in alcuni scontri minori, finché non diede le dimissioni dall'esercito francese il 9 aprile 1814.

## Dopo le guerre napoleoniche
Janssens fu coinvolto nell'organizzazione del neonato Regno dei Paesi Bassi come commissario generale di guerra provvisorio, ma diede le dimissioni dopo che gli fu negata la richiesta di riassumere il ruolo di governatore generale delle Indie orientali olandesi. Si ritirò in pensione il 22 maggio 1815.
Morì a L'Aia da veterano pluridecorato all'età di 75 anni.